# トマス杯
トマス杯、トマスカップ（Thomas Cup）は、男子バドミントンの国別対抗戦である。
同大会の名称は、20世紀初頭の名選手だったジョージ・トマス（国際バドミントン連盟(IBF)初代会長）にちなんだ。現在、同大会はIBFから2006年9月に改名された世界バドミントン連盟(BWF)により運営され、女子のユーバー杯と並ぶ国別の団体世界選手権とされている。

## 大会の流れ
- 各国から4名から10名の選手が選出されてチームを構成し、シングルス3試合とダブルス2試合の計5試合のうち3試合に勝ったチームの勝利となる。
- 1度の対戦において、1人の選手が出場できるのはシングルス1試合とダブルス1試合まで（それ以上の重複は認められない。）。
- グループリーグではチームの勝敗が決しても5試合すべてを行い、トーナメントではどちらかのチームが3勝して勝敗が決した時点でそれ以降の試合は行われない。

### 開催方式
同大会の開催方式は以下のように大きく変化している。以下、決勝大会での対戦方式の変遷を記す。
1. 第1回 - 各大陸ゾーン予選を勝ち抜いた3か国（マラヤ連邦・デンマーク・アメリカ合衆国）によるトーナメント。デンマークは決勝にシード。1戦で9試合を行い、勝利数の多い方が勝ち抜け。
2. 第2-7回 - 各大陸ゾーン予選を勝ち抜いた4か国（第2回は3か国）によるトーナメント制のインターゾーンプレーオフを行い、その勝者が前回優勝国とチャレンジラウンド（決勝戦）で対戦。
3. 第8-12回 - 各大陸ゾーン予選を勝ち抜いた4か国（第10、12回は5か国）に前回優勝国を加えた5か国（同6か国）によるトーナメント制のインターゾーンプレーオフ。
4. 第13-20回 - 各大陸ゾーン予選を勝ち抜いた6か国に前回優勝国と開催国（第14回はインドネシアが重複）を加えた8か国による決勝大会のグループリーグ（2組、各4か国）を行い、各組上位2か国による準決勝・決勝（トーナメント、第13-16回は3位決定戦も実施）。この時から1戦ごとに全5試合の対戦となる（第18回のみ、決勝戦はどちらかが先に3勝した時点で打ち切り）。開催は3年に1度から2年に1度、女子のユーバー杯と同時開催へ変更（第13回トマス杯と第10回ユーバー杯、以下同）。
5. 第21-23回 - 準決勝・決勝は先にどちらかが3勝した時点で打ち切り。
6. 第24-27回 - 各大陸ゾーン予選を勝ち抜いた10か国に前回優勝国と開催国（第24回は中華人民共和国が重複）を加えた12か国が参加。4組、各3か国でのグループステージを行い、各組1位が準々決勝に進出。各組2位は各組3位とプレーオフを行い、その勝者が準々決勝に進出して、各組1位と対戦。
7. 第28回大会は各大陸予選を行わず、シングルス、ダブルスの上位選手の世界ランキングポイントを集計した国・地域別のチームランキング上位16ヶ国（地域）が参加する方式に変更。4チームを1グループとした4グループに分かれて予選リーグを行い、それぞれ上位2チームが準々決勝以降のトーナメントに進出。
8. 第29回大会以降は各大陸ゾーン予選を勝ち抜いた11か国(アジアとヨーロッパは各4、アメリカとアフリカとオセアニアは各1)に前回優勝国と開催国、大陸ゾーン予選敗退国のうちシングルス、ダブルスの上位選手の世界ランキングポイントを集計した国・地域別のチームランキング上位3か国(予選通過国に出場辞退や重複が発生した場合は増枠)を加えた16か国が参加。

## 各大会の記録
| 年            | 決勝開催日            | 開催都市（国）                    | 参加国数 | 優勝国       | 結果 | 準優勝国       | 3位                               |
| ------------- | --------------------- | --------------------------------- | -------- | ------------ | ---- | -------------- | --------------------------------- |
| 1948 -49      | 1949年 2月25日-26日   | プレストン （イングランド）       | 10       | マラヤ連邦   | 8-1  | デンマーク     | アメリカ合衆国                    |
| 1951 -52      | 1952年 5月31日-6月1日 | シンガポール （英領シンガポール） | 12       | マラヤ連邦   | 7-2  | アメリカ合衆国 | インド                            |
| 1954 -55      | 1955年 6月4-5日       | シンガポール                      | 21       | マラヤ連邦   | 8-1  | デンマーク     | インド                            |
| 1957 -58      | 1958年 6月14-15日     | シンガポール                      | 19       | インドネシア | 6-3  | マラヤ連邦     | タイ                              |
| 1960 -61      | 1961年 6月10-11日     | ジャカルタ （インドネシア）       | 19       | インドネシア | 6-3  | タイ           | デンマーク                        |
| 1963 -64      | 1964年 5月21-22日     | 東京 （日本）                     | 26       | インドネシア | 5-4  | デンマーク     | タイ                              |
| 1966 -67      | 1967年 6月9-10日      | ジャカルタ （インドネシア）       | 23       | マレーシア   | 6-3  | インドネシア   | 日本                              |
| 1969 -70      | 1970年 6月5-6日       | クアラルンプール （マレーシア）   | 25       | インドネシア | 7-2  | マレーシア     | カナダ · デンマーク               |
| 1972 -73      | 1973年 6月2-3日       | ジャカルタ （インドネシア）       | 23       | インドネシア | 8-1  | デンマーク     | カナダ タイ                       |
| 1975 -76      | 1976年 6月4-5日       | バンコク （タイ）                 | 26       | インドネシア | 9-0  | マレーシア     | デンマーク · タイ                 |
| 1978 -79      | 1979年 6月1-2日       | ジャカルタ （インドネシア）       | 21       | インドネシア | 9-0  | デンマーク     | 日本 インド                       |
| 1981 -82      | 1982年 5月20-21日     | ロンドン （イングランド）         | 26       | 中国         | 5-4  | インドネシア   | イングランド · デンマーク         |
| 1984          |                       | クアラルンプール （マレーシア）   | 34       | インドネシア | 3-2  | 中国           | イングランド                      |
| 1986          |                       | ジャカルタ （インドネシア）       | 38       | 中国         | 3-2  | インドネシア   | マレーシア                        |
| 1988          |                       | クアラルンプール （マレーシア）   | 35       | 中国         | 4-1  | マレーシア     | インドネシア                      |
| 1990          |                       | 東京 （日本）                     | 53       | 中国         | 4–1  | マレーシア     | デンマーク · インドネシア         |
| 1992          | 1992年 5月16日        | クアラルンプール （マレーシア）   | 54       | マレーシア   | 3-2  | インドネシア   | 韓国 中国                         |
| 1994          | 1994年 5月21日        | ジャカルタ （インドネシア）       | 51       | インドネシア | 3-0  | マレーシア     | 韓国 中国                         |
| 1996          | 1996年 5月26日        | 香港 （英領香港政庁）             | 56       | インドネシア | 5-0  | デンマーク     | 韓国 中国                         |
| 1998          | 1998年 5月24日        | 香港 （中国香港特別行政区）       | 49       | インドネシア | 3-2  | マレーシア     | 中国 · デンマーク                 |
| 2000          | 2000年 5月21日        | クアラルンプール （マレーシア）   | 48       | インドネシア | 3–0  | 中国           | 韓国 · デンマーク                 |
| 2001 -02      | 2002年 5月19日        | 広州 （中華人民共和国）           | 50       | インドネシア | 3-2  | マレーシア     | 中国 · デンマーク                 |
| 2004          | 2004年 5月16日        | ジャカルタ （インドネシア）       | 12       | 中国         | 3-1  | デンマーク     | インドネシア 韓国                 |
| 2006 （詳細） | 2006年 5月7日         | 仙台、東京 （日本）               | 12       | 中国         | 3-0  | デンマーク     | インドネシア マレーシア           |
| 2008 （詳細） | 2008年 5月18日        | ジャカルタ （インドネシア）       | 12       | 中国         | 3-1  | 韓国           | インドネシア マレーシア           |
| 2010 （詳細） | 2010年 5月16日        | クアラルンプール （マレーシア）   | 12       | 中国         | 3-0  | インドネシア   | 日本 マレーシア                   |
| 2012 （詳細） | 2012年 5月27日        | 武漢 （中華人民共和国）           | 12       | 中国         | 3-0  | 韓国           | 日本 · デンマーク                 |
| 2014 （詳細） | 2014年 5月25日        | ニューデリー （インド）           | 16       | 日本         | 3-2  | マレーシア     | インドネシア 中国                 |
| 2016 （詳細） | 2016年 5月22日        | 崑山 （中華人民共和国）           | 16       | デンマーク   | 3-2  | インドネシア   | 韓国 マレーシア                   |
| 2018 （詳細） | 2018年 5月27日        | バンコク （タイ王国）             | 16       | 中国         | 3-1  | 日本           | インドネシア · デンマーク         |
| 2020 （詳細） | 2021年 10月17日       | オーフス （デンマーク）           | 16       | インドネシア | 3–0  | 中国           | 日本 · デンマーク                 |
| 2022 （詳細） | 2022年 5月15日        | バンコク （タイ王国）             | 16       | インド       | 3–0  | インドネシア   | 日本 · デンマーク                 |
| 2024 （詳細） | 2024年 5月5日         | 成都 （中華人民共和国）           | 16       | 中国         | 3–1  | インドネシア   | マレーシア · チャイニーズタイペイ |
| 2026 （詳細） | 2026年 5月            | ホーセンス （デンマーク）         | 16       |              |      |                |                                   |

- 過去31回の大会での優勝は、インドネシアが14回、中国が10回、マレーシア5回（うちマラヤ連邦3回）である。1950年代後半からはインドネシアが圧倒的に強かったが、1980年代に入るとIBFに加盟した中国が王座を奪った[13]。1990年代にはインドネシアが盛り返したが、2004年からは中国が5連覇している。2014年大会では準決勝で中国の6連覇を阻んだ日本が初優勝。

- 2012年開催の武漢大会を含め、トマス杯の会場は大半がアジアであり、それ以外の開催は欧州のイングランド2回とデンマーク1回のみである[14]。1967年大会は自国の劣勢に怒ったインドネシア人観客の妨害と、その制止を拒否したインドネシア当局のせいで大会続行が不可能となる事態となった。これは、インドネシアではスカルノ大統領による反マレーシア政策が進められていた上、1965年の9月30日事件でそのスカルノが事実上失脚して大量虐殺が発生するなど、極端な政情不安が続いていたという背景がある。